# Rugby Europe Women's Trophy 2021-22
El Rugby Europe Women's Trophy (Trofeo Europeo de Rugby Femenino) 2021-22 fue la decimoprimera edición del torneo femenino de rugby.
La selección campeona del torneo, fue la de Suecia, luego de vencer a Suiza en la última fecha.

## Equipos participantes
- Selección femenina de rugby de Alemania
- Selección femenina de rugby de Bélgica
- Selección femenina de rugby de Finlandia
- Selección femenina de rugby de Portugal
- Selección femenina de rugby de República Checa
- Selección femenina de rugby de Suecia
- Selección femenina de rugby de Suiza

## Posiciones

### Grupo A
| Pos. | Equipo          | Encuentros | Encuentros | Encuentros | Encuentros | Tantos  | Tantos    | Tantos     | Puntos Bonus | Puntos Totales |
| Pos. | Equipo          | jugados    | ganados    | empatados  | perdidos   | a favor | en contra | diferencia | Puntos Bonus | Puntos Totales |
| ---- | --------------- | ---------- | ---------- | ---------- | ---------- | ------- | --------- | ---------- | ------------ | -------------- |
| 1    | Suecia          | 3          | 3          | 0          | 0          | 103     | 22        | +81        | 2            | 14             |
| 2    | República Checa | 3          | 2          | 0          | 1          | 78      | 43        | +35        | 2            | 10             |
| 3    | Finlandia       | 3          | 1          | 0          | 2          | 102     | 63        | +39        | 1            | 5              |
| 4    | Suiza           | 3          | 0          | 0          | 3          | 0       | 155       | -155       | 0            | 0              |

Nota: Se otorgan 4 puntos al equipo que gane un partido y 2 al que empate
Puntos Bonus: 1 punto por convertir 4 tries o más en un partido y 1 al equipo que pierda por no más de 7 tantos de diferencia

#### Partidos
| 16 de octubre de 2021 | Finlandia | 10 - 24 | Suecia |  |  |
|                       |           | Reporte |        |  |  |

| 30 de octubre de 2021 | Suecia | 31 - 12 | República Checa |  |  |
|                       |        | Reporte |                 |  |  |

| 6 de noviembre de 2021 | República Checa | 39 - 12 | Finlandia |  |  |
|                        |                 | Reporte |           |  |  |

| 13 de noviembre de 2021 | Suiza | 0 - 27  | República Checa |  |  |
|                         |       | Reporte |                 |  |  |

| 12 de marzo de 2022 | Suiza | 0 - 48  | Suecia |  |  |
|                     |       | Reporte |        |  |  |

| 28 de mayo de 2022 | Finlandia | 80 - 0  | Suiza |  |  |
|                    |           | Reporte |       |  |  |

### Grupo B
| Pos. | Equipo   | Encuentros | Encuentros | Encuentros | Encuentros | Tantos  | Tantos    | Tantos     | Puntos Bonus | Puntos Totales |
| Pos. | Equipo   | jugados    | ganados    | empatados  | perdidos   | a favor | en contra | diferencia | Puntos Bonus | Puntos Totales |
| ---- | -------- | ---------- | ---------- | ---------- | ---------- | ------- | --------- | ---------- | ------------ | -------------- |
| 1    | Portugal | 2          | 2          | 0          | 0          | 10      | 8         | +59        | 1            | 9              |
| 2    | Bélgica  | 1          | 0          | 0          | 1          | 8       | 10        | -2         | 1            | 1              |
| 3    | Alemania | 1          | 0          | 0          | 1          | 0       | 57        | -57        | 0            | 0              |

Nota: Se otorgan 4 puntos al equipo que gane un partido y 2 al que empate
Puntos Bonus: 1 punto por convertir 4 tries o más en un partido y 1 al equipo que pierda por no más de 7 tantos de diferencia

#### Partidos
| 4 de diciembre de 2021 | Portugal | 10 - 8  | Bélgica |  |  |
|                        |          | Reporte |         |  |  |

| 30 de abril de 2022 | Portugal | 57 - 0  | Alemania |  |  |
|                     |          | Reporte |          |  |  |

| 4 de junio de 2022 | Alemania | Cancelado | Bélgica |  |  |